# Näringslivsarkiv
Näringslivsarkiv, arkivinstitution med uppgift att samla in, bevara, vårda och förteckna arkivhandlingar från det privata näringslivet. Näringslivsarkiven bedrivs i regel i form av ideella föreningar med visst ekonomiskt stöd från näringslivet, stat och kommun. Svenska Arkivförbundet är riksorganisation för de svenska näringslivsarkiven. 

## Exempel på näringslivsarkiv
- Arkiv Västmanland
- Centrum för Näringslivshistoria
- Skånes Näringslivsarkiv
- Arkiv Gävleborg
- Företagsarkivet i Westerbotten
- Arkiv Halland
- Blekingearkivet